# 徐三庚

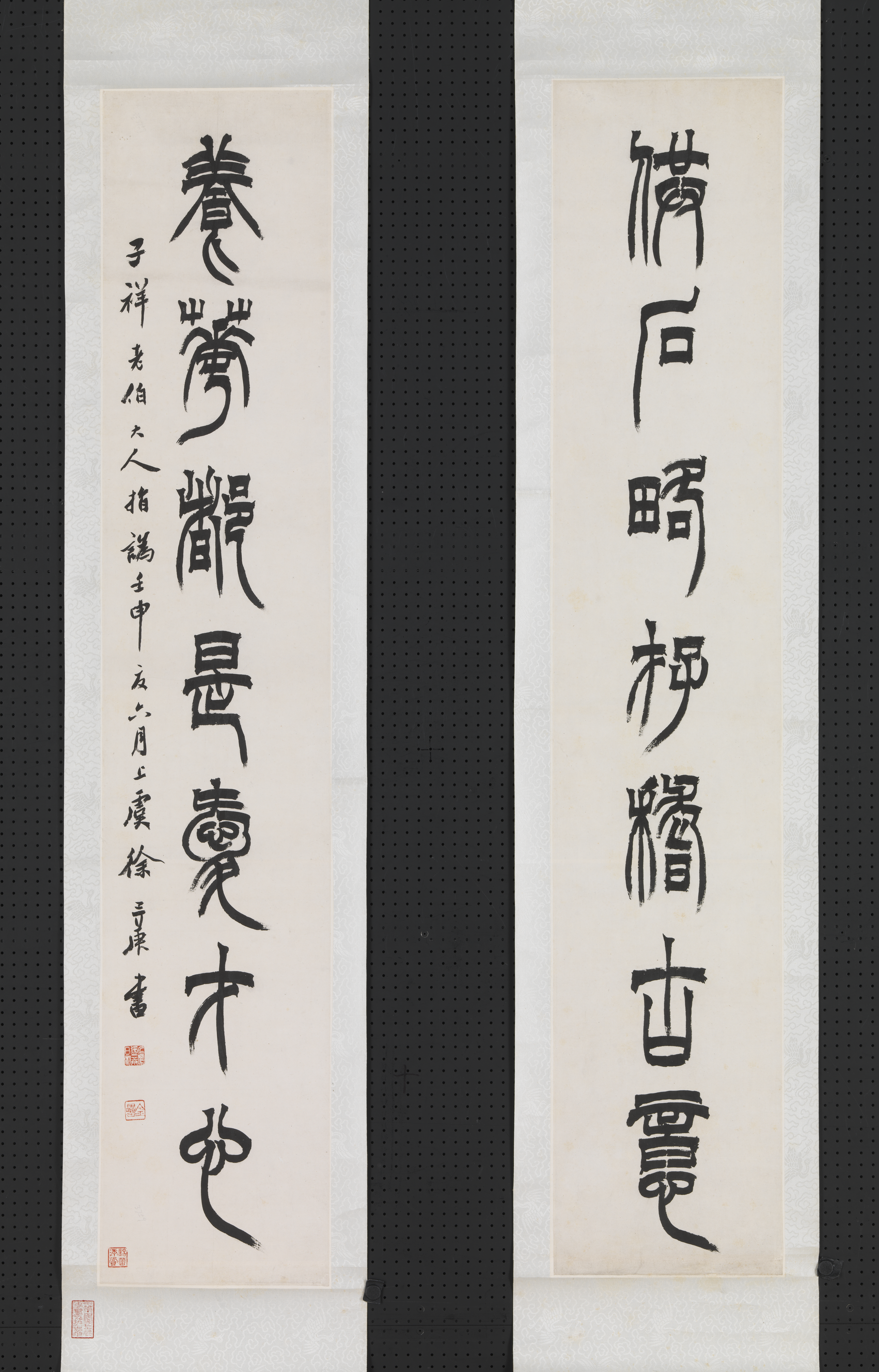
徐三庚篆書七言聯軸

徐三庚（1826年—1890年），字辛谷，又字诜郭，号全罍、井罍，又号袖海，别号金罍道人、似鱼室主、余粮生、山民、翯然散人等。浙江上虞人，清末篆刻家、书法家。书法擅长篆隶，篆刻风格清新秀丽，精通皖浙两派。其篆刻和篆书风格被誉为「吴带当风」。